# Rhombodera handschini
Rhombodera handschini es una especie de mantis de la familia Mantidae.

## Distribución geográfica
Se encuentra en Timor (Indonesia).